# Antrocaryon klaineanum
Antrocaryon klaineanum är en sumakväxtart som beskrevs av Jean Baptiste Louis Pierre. Antrocaryon klaineanum ingår i släktet Antrocaryon och familjen sumakväxter. Inga underarter finns listade i Catalogue of Life.